# Хорст Гизе
Хорст Фриц Ото Гизе (на немски: Horst Fritz Otto Giese) (31 януари 1926 – 29 декември 2008) е източногермански актьор.

## Биография
През 1945 г. Гизе дебютира на сцената в родния си Нойрупин, тогава в съветската окупационна зона. По-късно се появява и по телевизията. Първата му роля във филм е през 1954 г. в „Аларма в цирка“ (Alarm in Zirkus). Играл е в около 50 филма и телевизионни продукции и е известен с образите си на Йозеф Гьобелс в няколко филма, включително в поредицата от пет части „Освобождение“, филма „Войници на свободата“, двусерийната българска продукция „Наковалня или чук“ и в чехословашкия комедия „Утре ще се събудя и ще се опаря с чай“.
Гизе има дълга кореспонденция с актьора Клаус Кински, който веднъж го посещава в Източен Берлин през 1956 г.
Малко преди изграждането на Берлинската стена, Гизе купува западногерманско телевизионно устройство и е арестуван от Щази. За да избегне наказание, той става информатор на службата. По-късно той е обвинен в подпомагане на Щази да арестува човек, който е помогнал на жители на Берлин да избягат на запад, които впоследствие е затворен за 26 месеца.
През 1972 г., след като инцидент го принуждава да отиде на дълга ваканция, той започва да пише радиодрамата „Изключително странните джаз приключения на г-н Леман“ (Die sehr merkwürdigen Jazzabenteuer des Herrn Lehmann), в която озвучава 28 различни героя. Той записва и редактира цялата поредица в дома си в Бабелсберг, като най-накрая я завършва през 1979 г. Поради технически проблеми „Джаз приключенията“ е излъчен едва през 1991 г., след падането на Стената. Гизе получава награда от Съюза на слепите от войната на Германия. Той продължава да продуцира три други радио драми: „Изключително странните филмови приключения на г-н Леман“, „Случаят с Леонардо“ и „Ако Гьобелс щеше да отиде в Япония“.

## Филмография
| 1954 | Alarm in the Circus                             |                                        |
| 1954 | Stronger than the Night                         |                                        |
| 1956 | Thomas Müntzer                                  | Bergknappe                             |
| 1956 | Those Days in Paris                             | Robert                                 |
| 1957 | Duped Till Doomsday                             | Minor Role                             |
| 1957 | Rivals on the Steering Wheel                    |                                        |
| 1959 | Intrigue and Love                               | Rebell                                 |
| 1962 | A Lively Christmas Eve                          | Giese                                  |
| 1963 | Carbide and Sorrel                              |                                        |
| 1964 | Das Lied vom Trompeter                          | Arbeiter mit Binde                     |
| 1968 | The Banner of Krivoy Rog                        | Feldwebel                              |
| 1970 | The Case of Sergeant Grischa                    | Schipper                               |
| 1971 | Rottenknechte                                   | Müller                                 |
| 1971 | KLK Calling PTZ, The Red Orchestra              | Herr Schröder                          |
| 1971 | Liberation III: Direction of the Main Blow      | Sapper Bruno Fermella, Joseph Goebbels |
| 1972 | Anvil or Hammer                                 | Joseph Goebbels                        |
| 1972 | Laut und leise ist die                          |                                        |
| 1972 | Aus meiner                                      |                                        |
| 1976 | Das Licht auf dem Galgen                        | Schneider                              |
| 1977 | Soldiers of Freedom                             | Joseph Goebbels                        |
| 1977 | Tomorrow I'll Wake Up and Scald Myself with Tea | Joseph Goebbels                        |
| 1978 | Eine Handvoll Hoffnung                          |                                        |
| 1978 | Rotschlipse                                     |                                        |
| 1978 | Fleur Lafontaine                                | Füsilier Müller                        |
| 1980 | The Archive of Death                            | Unteroffizier Mantei                   |
| 1980 | Der Baulöwe                                     |                                        |
| 1982 | Front v tylu vraga                              | Joseph Goebbels                        |
| 1983 | The Turning Point                               | Deutscher Gefangener                   |
| 1985 | Half of Life                                    |                                        |
| 1985 | Pobeda                                          |                                        |
| 1986 | Wie die Alten sungen...                         | Straßenbahner                          |